# Station Eefde
Stopplaats Eefde is een voormalige halte aan Staatslijn D tussen Station Zutphen en Station Laren-Almen.
De halte lag bij de overgang van de Rijksstraatweg (nu de Doctor van de Hoevenlaan).
Het bestaan van deze halte wordt sterk betwist. De enige bron is een topografische kaart. Echter in geen enkele historische dienstregeling is deze halte te vinden. Spoorweghistorici als Kees van de Meene en Roef Ankersmit zijn ervan overtuigd dat deze halte nooit heeft bestaan.
0: Zutphen ·
0,5: Nieuwstad ·
3,1: Eefde ·
10,2: Laren-Almen ·
16,9: Lochem ·
24,3: Markelo ·
30,1: Goor ·
34,7: Wiene ·
39,7: Delden ·
43,4: Hengelo Gezondheidspark ·
43,8: Tuindorp-Nijverheid ·
45,6: Hengelo ·
46,4: Hengelo FBK stadion ·
47,4: De Waarbeek ·
49,3: Enschede Kennispark ·
53,2: Enschede ·
53,7: Hengeloschestraat ·
54,2: Oldenzaalschestraat ·
57,9: Enschede De Eschmarke ·
59,4: Glanerbrug